# Ржевский, Юрий Алексеевич
Юрий Алексеевич Ржевский (1674—1729) — нижегородский губернатор (1719—1728) из рода Ржевских.

## Биография
Родился в 1674 году в семье Алексея Ивановича Ржевского — воеводы в Вятке и Самаре, управляющего приказом Большой казны. Возможно, в детстве служил в потешных войсках царевича Петра Алексеевича — будущего царя Петра I. В юности был стольником в царской семье, учился морскому делу в Венеции (1697—1698), затем служил в Преображенском полку, дойдя до чина капитана-поручика. С 1714 года — коломенский помещик.
В 1718 году Ржевский был направлен Петром I в Нижний Новгород во главе отряда, присланного в помощь епископу Питириму, который в это время вёл борьбу со старообрядцами. Ржевский принял крутые меры. В частности, был принуждён к отречению от своих взглядов идеолог старообрядчества дьякон Александр, впоследствии обезглавленный, многочисленные его приверженцы были отправлены на каторгу, женщины — в монастыри. На какое-то время он сломил сопротивление местных староверов. Впечатлённый этим успехом Питирим в марте 1719 года ходатайствовал в Санкт-Петербург, чтобы «Ржевскому в Нижнем быть вице-губернатором неотложно». По указу Петра I «Об устройстве губерний» от 29 мая 1719 года Нижегородская губерния возвращена из состава Казанской и руководить ей в должности вице-губернатора назначен Ржевский.
В 1722 году вице-губернатор Ржевский и интендант Потёмкин получили указ Петра I о строительстве в Нижнем Новгороде верфи. Отправляясь в мае 1722 года в Персидский поход, Пётр I прибыл в Нижний Новгород, и приготовленная нижегородцами флотилия в 245 судов уже поджидала царские войска. Совместно с епископом Питиримом Ржевский также способствовал достройке Алексеевской церкви на Благовещенской площади Нижнего Новгорода. Последующая деятельность Ю. А. Ржевского была связана развитием в губернии корабельного дела, добычей соли и ликвидацией последствий страшного пожара 1722 года. После смерти Петра I Ржевский впал в немилость. В обвинении, выдвинутом в 1725 году генерал-майором С. А. Салтыковым, руководившим проведением всеобщей ревизии (переписи населения), говорится:
Роздал он без указу собою предписание комиссарам, которые были при сборах, — о требовании с уездных людей дров, подвод, счетчиков, разсыльщиков, караульщиков и пр., и таких излишних сборов собрано в десяти комиссарствах 13 300 рублей. Да в Дворцовых семи волостях явилось сверх указанных лишних сборов 18 250 рублей. А всего перебрано им, Ржевским, лишних денег с уездных людей 31 550 рублей.
В январе 1726 года Ржевский был отрешён Сенатом от должности и вызван в Санкт-Петербург, где находился до июля 1727 года, пока не получил разрешение нового императора Петра II вернуться в губернию. Но уже в 1728 году следствие по делу Ржевского возобновилось под руководством князя Семёна Гагарина.
В конце 1728 года Ржевский, снова отстранённый от должности, покинул Нижний Новгород и 17 апреля следующего года умер в Москве. По результатам следствия имение Ржевских было конфисковано. Московский некрополь утверждает, что Ю. А. Ржевский имел чин действительный тайный советник. 

## Семья
Юрий Алексеевич Ржевский был женат на Екатерине Никифоровне Плещеевой (ум. после 1742), родной сестре тайного советника Ивана Никифоровича Плещеева.
Их дети:
- Михаил (конец 1698 — начало 1730-х), мичман, затем унтер-офицер флота. Умер холостым до 1732 года.
- Иван (28.10.1699—25.12.1728), в 1716 определён в гардемарины и по прошению капитана Гослера вместо отправления для обучения за море оставлен на корабле «Ингерманландия». 1.04.1722 произведен в мичманы; в августе 1728 — в унтер-лейтенанты. Умер за четыре месяца до смерти отца. Был женат и оставил троих детей: сыновей Алексея и Тимофея, умерших бездетными, и дочь Екатерину (ум. 1768), жену секунд-майора Алексея Степановича Колычёва и мать Степана Алексеевича Колычёва.
- Прасковья (1700/1703 — после 1762) — замужем за капитан-лейтенантом Фёдором Васильевичем Чаадаевым (ум. 1731), братом П. В. Чаадаева.
- Анастасия (1710/1715 — после 1763) — замужем в первом браке состояла за флота мичманом Николаем Петровичем Акинфовым, во 2-м браке — за Данилой Павловичем Барановым[7].
- Сарра (1717[8] — 1801[6]) — замужем (с 1742 года) за капитаном в отставке Алексеем Фёдоровичем Пушкиным[9]. Её дочь Мария (внучка Ржевского) — бабушка А. С. Пушкина[10]. А. А. Дельвиг вспоминал: «Она-то, без сомнения, была первою воспитательницею будущего поэта… Она выучила его русскому чтению и письму»[11]. Считается, что именно ей (Марии Алексеевне) были посвящены строки Пушкина[12]:

Люблю от бабушки московской
Я толки слушать о родне,
О толстобрюхой старине.
- Елизавета (1718/1719 — 1801[6]) — замужем за князем Михаилом Черкасским, умерла бездетной.
- Анна (1720 — 27.08.1781) — замужем за Ф. П. Квашниным-Самариным.
- Николай (1722/1723 — ум. между 1778 и 1784) — коллежский асессор. Участвовал в деле Лопухиных в 1743 году, за что был «сдан в матросы». Был женат на Анне Николаевне Лопухиной (ум. 26.10.1778), от брака с которой имел единственного сына Александра (ум. 25.05.1785), скончавшегося бездетным.